# Малдити
Малдити (пол. Małdyty, нім. Maldeuten) — село в Польщі, у гміні Малдити Острудського повіту Вармінсько-Мазурського воєводства.
Населення — 1550 осіб (2011).
У 1975-1998 роках село належало до Ольштинського воєводства.

## Демографія
Демографічна структура станом на 31 березня 2011 року:
|          | Загалом | Допрацездатний вік | Працездатний вік | Постпрацездатний вік |
| -------- | ------- | ------------------ | ---------------- | -------------------- |
| Чоловіки | 763     | 157                | 547              | 59                   |
| Жінки    | 787     | 132                | 483              | 172                  |
| Разом    | 1550    | 289                | 1030             | 231                  |